# Willa Cather
Willa Cather (Winchester, Virgínia, 7 de desembre de 1873 – Nova York, 24 d'abril de 1947) fou una escriptora estatunidenca, guanyadora del premi Pulitzer de novel·la el 1923.
Va passar la infància a Nebraska, regió colonitzada per escandinaus i txecs, encara que ella venia de família d'irlandesos i alsacians. La seva formació fou dins d'aquesta població lluitadora, a més a més dels mestres que l'educaren amb Flaubert i Henry James, encara que ella es decantava cap a Hawthorne, Turgenev, Mérimée, Conrad i Stephen Crane. Un cop acabats els estudis universitaris a Nebraska, va dedicar-se a diferents oficis, i així va fer de periodista, mestra i directora de revistes. Va viatjar dins i fora del país. El 1903 escriu poesia i la seva primera novel·la és Alexander’s Bridge, l'any 1912. Va ser amb l'obra O Pioneers! (1913) quan va trobar la seva maduresa. Després, el 1918, va publicar My Ántonia. I amb l'obra One of Ours (Un de nosaltres), de 1922, va guanyar el premi Pulitzer l'any 1923. Altres obres són A Lost Lady (Una dama extraviada), de 1923, My Mortal Enemy (El meu enemic mortal), de 1926, Death Comes for the Archbishop (La mort s'adreça a l'arquebisbe) l'any 1927, Shadows on the Rock (Ombres a la roca) l'any 1931, Not under forty (No abans dels quaranta) l'any 1936.

## Estil i temes literaris
Tot i que Cather va començar la seva carrera literària com a periodista, tendia a distingir entre el periodisme per un costat, que veia com un gènere primàriament informatiu, i la literatura pròpiament dita per un altre, que entenia com a forma d'art. L'obra de Cather sovint mostra tonalitats de nostàlgia, i els temes i motius literaris que tria sovint provenen dels seus records d'infantesa a les grans planes estatunidenques. Alguns crítics han acusat Cather de no estar en sintonia amb la seva època, així com de no voler experimentar prou amb tècniques novedoses, com podrien ser el monòleg interior. Si més no, d'altres crítics n'han destacat l'ús d'altres tècniques estilístiques que va experimentar i que conformen un estil propi.
En un assaig de 1920 sobre Willa Cather, H.L. Mencken es disculpava per haver insinuat que l'autora era poc més que una imitadora amb talent però irrellevant d'Edith Wharton. En destaca el protagonisme que hi té el "Mig Oest de les grans immigracions." Mencken descriu la novel·la My Antonia com un gran pas endavant per a la seva autora. "Vet aquí una novel·la planejada amb la màxima habilitat, i realitzada de manera veritablement admirable", en va dir. "Aquesta, en cas de no errar greument, ha estat la millor obra de ficció mai escrita per una dona als Estats Units."
La novel·lista anglesa A. S. Byatt destaca que amb cada novel·la Cather reinventava la forma novel·lesca "per tal d'observar un nou món humà". Byatt identifica com alguns dels temes centrals de l'obra de Cather "la sortida i la posta del sol, la brevetat de la vida, la relació entre el dia i la ruptura del dia. aquell moment en què "el desig farà curt". De manera preeminent a les seves novel·les de frontera, Cather escriu sobre "els terrors de la vida... i les seves belleses". De manera semblant als personatges exiliats de Henry James, autor que havia tingut gran influència sobre Cather, la gran majoria dels personatges de l'escriptora viuen com si fossin immigrats en l'exili, "persones que proven de fer la seva vida en circumstàncies que els són estranyes". Joseph Urgo, a Willa Cather and the Myth of American Migration, diu que Cather sentia certa connexió entre els "sentiments de no disposar d'una llar i de l'exili" propis dels immigrants i els seus mateixos sentiments d'exiliada quan va viure a la frontera. Susan Rosowski va escriure que Cather fou "la primera a atorgar dimensions heroiques als immigrants a la literatura nord-americana."